# Циклени
Циклени (рум. Țicleni) — город в Румынии в составе жудеца Горж.

## История
В XX веке эти места активно развивались благодаря добыче нефти и природного газа. В 1968 году несколько рабочих посёлков были объединены в единый населённый пункт и получили статус города.